# 斯坦福桥战役
斯坦福桥战役（英語：Battle of Stamford Bridge）是维京入侵英格兰期间，盎格鲁-撒克逊军队在英格兰国王哈罗德二世的指挥下，于1066年9月25日在英格兰东约克郡乡下斯坦福桥击败由挪威国王哈拉尔三世指挥的维京军队的一次战役。在此次战役中，维京人大部被歼灭，哈拉尔三世也在战斗中阵亡。此役标志维京人入侵英格兰的终结，维京时代也宣告结束。虽然哈罗德二世击退了挪威人的入侵，但英格兰军队也元气大伤。仅仅几个星期后，哈罗德二世就战死在黑斯廷斯战役中，英格兰随后被诺曼底公爵威廉征服。

## 背景
由於英格蘭國王懺悔者愛德華於1066年1月去世，這觸發了一系列圍繞英國王座的戰爭。這些覬覦王座的人遍佈西北歐，他們中的挪威國王哈羅德·哈拉爾德集中了300艘船只，攜帶了大約15,000人的軍隊，入侵英格蘭。他於9月抵達英格蘭海岸並匯合了由托斯提·戈德溫森（Tostig Godwinson）帶來的更多的來自於佛兰德和蘇格蘭的補充兵員。托斯提在與他的長兄哈羅德（當時已被選為國王）爭吵後，被剝奪了諾森伯蘭伯爵的爵位後並於1065年被放逐。托斯提參與了1066年春天以來的在英格蘭的一系列失敗的進攻。1066年夏末，在前進到約克之前，入侵者沿 乌斯河航行。在城外他們於發生在9月20日的富尔福德之战 擊敗了由麦西亚伯爵埃德温和他的兄弟诺桑布里亚伯爵摩卡尔（Morcar, Earl of Northumbria）帶領的北部英國軍隊。由於這次勝利，入侵者得到了約克的投降，入侵者在短暫的佔領該城並掠走人質和給養後，又回到了力卡尔（Riccall）的船上。入侵者與諾森伯蘭媾和以換取其支持哈拉爾德登上王位，同時也要求從整個约克郡給予更多的人質。
此時哈罗德二世正在南英格蘭防禦從法國而來的由征服者威廉帶領的入侵者，威廉是英國王座的另一個覬覦者。當得知挪威的入侵後，哈罗德帶著侍衛（houscarl）以及盡其所能召集來的領主（thegns）日夜不停的一起快速向北。在4天內，他的隊伍從倫敦到约克郡，一共行進了185英里，這絕對可以讓挪威人大吃一驚。當得知挪威人已經要求在斯坦姆福德桥交接其他人質和給養，哈羅德二世迅速穿過约克郡並在9月25日於約定交接地點攻擊了挪威人。直到英軍出現在入侵者的視野，入侵者才發現敵軍已在眼前。
在寫於1225年左右的關於哈拉尔三世的傳奇 （Norse saga）《挪威王列傳》Heimskringla 中，斯諾里·斯蒂德呂松描述了挪威部隊的部署。斯諾里·斯蒂德呂松也聲稱挪威人把金屬環甲胄留在船上，只能靠盾牌、矛、頭盔作戰。但是傳奇無論怎樣都是一部歷史小說，這一點斯蒂德呂松也在其前言裡承認了「虽然我们不知道这些事情的真实性，但我们知道，有些时候，明智的老人认为这些事情是真的。」

## 位置
在1066年橋址所在地還沒有村落，甚至到了《末日审判书》編好的1086年，當地也沒有村落。這個暗示和描述穿過德文特河地點的名字應當是由單詞石頭（stone）、涉水（ford）、橋（bridge）衍生出來的，即涉水石頭（stoneford）與橋樑（bridge）。在現在村莊的位置，在河床上有一個露出河床的巖石，曾經有水流過形成一個迷你瀑布。在枯水季節人們可以很容易的從這一處步行或騎馬涉水過河。